# Chlorichaeta gioiellae
Chlorichaeta gioiellae är en tvåvingeart som beskrevs av Canzoneri och Rampini 1990. Chlorichaeta gioiellae ingår i släktet Chlorichaeta och familjen vattenflugor.
Artens utbredningsområde är Sierra Leone. Inga underarter finns listade i Catalogue of Life.